# Шередега Іван Самсонович
Іван Самсонович Шередега (нар. 30 квітня 1904, Зіньків Полтавська губернія — пом. травень 1977, Москва) — радянський військовий та державний діяч.

## Життєпис
Закінчив Харківську школу червоних командирів і до 1935 року служив на західному кордоні СРСР.
1935 року вступив до Військової академії ім. М. В. Фрунзе, яку закінчив 1938 року. Із цього часу служив на відповідальних посадах у Внутрішніх військах СРСР. Брав участь у боях під Москвою на посаді командира 2-ї мотострілецької дивізії.
У 1942—1944 роках — начальник внутрішніх військ НКВС СРСР. Вийшов у запас із посади начальника штабу місцевої протиповітряної оборони СРСР, члена колегії Міністерства внутрішніх справ, у званні генерал-лейтенанта.
Член ВКП(б).

## Нагороди
- Ордени Червоного Прапора (4 квітня 1943, 10 грудня 1945),
- Орден Суворова II ст. (8 березня 1944),
- Орден Кутузова II ст. (21 вересня 1945),
- Орден Вітчизняної війни I ст. (7 липня 1944),
- Орден Червоної Зірки (26 квітня 1942),
- Орден «Знак Пошани» (27 апреля 1940 г.),
- Орден Леніна (1951),
- нагрудний знак «Заслуженный працівник НКВС» (1944),
- медаль «За перемогу над Німеччиною» (9 травня 1945),
- медаль «30 років Радянській Армії і Флоту» (1948 г.).

## Інше
Шередега Иван Самсонович. Об организации чекистско-войсковых операций, тактике боевых действий при ликвидации бандитизма в горных условиях [Архівовано 21 лютого 2022 у Wayback Machine.]